# 红头平甲蛛
紅頭平甲蛛又名地中海隱遁蛛（學名：Loxosceles rufescens）為刺客蛛科平甲蛛屬的動物，原產地為地中海地區，一般棲息於櫥櫃床下陰暗處以及巖洞石塊下，與棕色遁蛛、智利隱蛛同屬一個家族，都是有劇毒的毒蜘蛛。

## 外部連結
- 維基物種上的相關：红头平甲蛛